# Vincent Maillen
Vincent Cyrille Ghislain Maillen (Namen, 16 januari 1969) is een Belgisch ondernemer en politicus, eerst voor de centrumpartijen cdH en Les Engagés en daarna voor de liberale MR.

## Biografie
Maillen begon zijn beroepsloopbaan als gedelegeerd bestuurder bij Multi Home, een immobiliënmaatschappij in Namen. Het bedrijf bouwde ongeveer honderd huizen, maar de btw werd niet correct geïnd. Dit gebeurde via zogenaamde carrouselfraude, met een amalgaam van fictieve en reële bedrijven en vennootschappen, feiten die tussen 1996 en 2000 plaatsvonden. Om die reden werden negen bestuurders van het bedrijf, onder wie Maillen, voor de rechter gedaagd voor onder meer valsheid in geschrifte, fiscale fraude, vervalsing van de boekhouding, het ontbreken van facturen en het oprichten van fictieve bedrijven. Na een langdurig proces werden de beschuldigden in september 2006 schuldig bevonden en veroordeeld. Maillen kreeg een celstraf van 18 maanden met uitstel.
Na zijn passage bij Multi Home richtte Maillen in 2002 zijn eigen bouwbedrijf op. In 2016 volgde de oprichting van een vastgoedbedrijf en daarnaast werd hij gedelegeerd bestuurder van een adviesbureau en bedrijfs- en vastgoedbeheer. Voorts was hij van 2019 tot 2024 voorzitter van La Cité des Métiers, een centrum voor studie- en beroepsoriëntatie in de stad Namen. Hij werd bovendien actief in de voetbalwereld en sinds 2019 medevoorzitter van de voetbalclub Arquet FC in Vedrin.
In oktober 2018 werd Maillen voor het cdH verkozen tot gemeenteraadslid van Namen. In december 2023 verliet hij Les Engagés, sinds 2022 de opvolger van cdH, om zich aan te sluiten bij de liberale MR, een partij die naar eigen zeggen beter aansloot bij zijn politieke ideeën.
Bij de Waalse verkiezingen van juni 2024 werd Maillen als lijsttrekker voor de MR verkozen in het arrondissement Namen. Hij nam vervolgens zitting in het Waals Parlement en het Parlement van de Franse Gemeenschap.